# Il più bel nome
Il più bel nome (dt.: „Der schönste Name“) ist eine Serenata (Originalbezeichnung: „componimento da camera“) in zwei Teilen von Antonio Caldara (Musik) mit einem Libretto von Pietro Pariati. Sie wurde anlässlich der Hochzeit des Erzherzogs Karl von Österreich (später Kaiser Karl VI.) mit Elisabeth Christine von Braunschweig-Wolfenbüttel komponiert und am 2. August 1708 in der Llotja de Mar in Barcelona erstmals aufgeführt.

## Handlung
Als Huldigungsmusik hat die Serenata keine eigentliche dramatische Handlung. Stattdessen handelt es sich um einen Wettstreit der Göttinnen Venus (hier italienisch „Venere“ genannt) und Juno („Giunone“) über den Vorrang von Schönheit oder Tugend. Die Schönheitsgöttin Venus wird dabei von Paris (hier „Paride“ genannt) unterstützt, und Juno vom Helden Herakles („Ercole“). Eine Allegorie des Schicksals („Il Fato“) übernimmt die Rolle des Schiedsrichters. Gegen Ende stellt sich heraus, dass keiner der beiden Göttinnen der Preis gebührt, da sie beide von „Elisa“ in den Schatten gestellt werden – Elisabeth Christine von Braunschweig-Wolfenbüttel, deren Hochzeit den Anlass für die Serenata bildete.

### Erster Akt
Elysische Gefilde
In einem Garten voller blühender Myrten und anderer Blumen sitzt auf der einen Seite Paris neben einer Statue Cupidos. Auf der anderen Seite lehnt sich Herakles an einen Waffenhaufen. Hinter einer Myrte nähert sich Venus dem Paris. Anhänger der Schönheit fordern dazu auf, die Gegenwart der Göttin zu nutzen und für die Liebe zu entbrennen (Chor: „Correte, amori“). Venus möchte wissen, wie stark die Liebe ihrer Anhänger ist (Arie: „S’egl’è ver che amasti un dì“). Paris versichert ihr, dass seine Liebe bis zum Tod andauern werde. Wer einmal die Liebe erfahren habe, werde sie niemals verlieren (Arie: „Chi ben ama un solo istante“). Herakles dagegen glaubt nicht an eine ewig währende Liebe. Seine Gefühle für Dejanira seien bereits von der Tugend abgelöst worden (Arie: „Spezzar quella catena“). Venus erklärt, dass die Liebe in zwei Arten auftrete, eine von den Sternen stammende Form, die das göttliche Feuer beinhalte und eine kurzlebige Flamme, die sich aus üblen Himmelsdünsten speise.
Juno steigt auf einer Wolke vom Himmel herab und lässt sich neben Herakles nieder. Gleichzeitig verwandelt sich der Garten. Er zeigt nun Brunnen und Wasserfälle und in der Ferne den Fluss Lethe. Herakles und Anhänger der Tugend bejubeln die Ankunft ihrer Göttin (Chor: „Qui dove ha lieta“). Juno fühlt sich allein durch die Gegenwart der Helden bereits gestärkt (Arie: „Cari Elisi, stanze amate“). Venus erklärt, unterstützt von Paris, dass Juno in ihr immer eine Gegnerin finden werde. Ein schönes Gesicht sei wie die Sonne, und wie die Sterne im Himmel ihr Feuer von der Sonne beziehen, so entflamme ein hübsches Antlitz nach und nach alle Herzen (Arie: „Dati pace, e credi a me“). Herakles und Juno widersprechen. Die Sonne entspreche im Gegenteil der Tugend, die alle flüchtigen Schwärmereien vertreibe. Paris glaubt, dass Juno immer noch nicht verwunden habe, dass er einst Venus den Schönheitspreis zugesprochen habe. Er ist sich immer noch sicher, dass der Schönheit der Vorrang vor der Tugend gebühre (Arie: „Guarda la palma“). Als Herakles auf die Flüchtigkeit der Schönheit verweist, meint Paris, dass sich jederzeit ein anderes hübsches Gesicht finden lasse. Juno besteht erneut auf dem Vorrang der Tugend und vergleicht die Schönheit mit einem Glühwürmchen, das aus der Nähe wie ein Stern wirke, sich in der Ferne aber als Täuschung herausstelle (Arie: „Quando si mira“). Nach einer entsprechenden Aufforderung der beiden Göttinnen zählen ihre jeweiligen Anhänger ihre eigenen Erfahrungen mit der Schönheit und der Tugend auf, doch niemand kann den Wettstreit für sich entscheiden.
Da erscheint die Allegorie des Schicksals. Sie verkündet, dass die Vernunft das letzte Wort haben solle: Schönheit ohne Eitelkeit sei Tugend, und Tugend ohne Prahlerei sei Schönheit (Arie: „La beltà ch’è troppo vana“). Paris und Herakles beharren jedoch weiterhin auf ihrer Position. Herakles vergleicht die Haltung Paris’ mit der Narrheit eines Schmetterlings, der in der Nähe einer gefährlichen Flamme verbrenne (Arie: „Così fai, semplicetta farfaletta“). Venus weist darauf hin, dass Paris’ Name bereits unsterblich geworden sei. Darin bestehe der Ruhm eines treuen Liebenden (Arie: „Il bel nome di amante fedele“).

### Zweiter Akt
Der Streit zwischen den beiden Parteien geht weiter. Juno und Herakles erklären, dass Liebe ohne Weisheit keinen Wert habe. Paris entgegnet, dass seine Liebe immer rein gewesen sei und trotz seiner Leiden fortdauere (Arie: „Amor risponderà“). Juno ist nicht überzeugt. Venus greift daraufhin Herakles an, der mit seinem Sieg über Ungeheuer prahle und darin von Juno bestärkt werde. Juno verweist darauf, dass Herakles mit seiner Wahl zwischen Tugend und Glückseligkeit seine Treue bewiesen habe (Arie: „Quella Liria innamorata“).
Die Argumente beider Parteien sind nun bekannt. Doch bevor das Schicksal sein Urteil verkündet, möchte es wissen, warum sich Juno überhaupt hier im Elysium aufhalte. Ihr Wohnort sei doch eigentlich der Himmel. Juno entgegnet, dass sie ihre Wunden heilen wolle. Im Himmel habe sie starken Widerstand erfahren, und auch auf der Erde verehre sie niemand mehr. Das Schicksal erklärt den Grund dafür: Eine neue Göttin sei erschienen, in deren Gegenwart der Ruhm Junos verblasst sei (Arie: „Per lei tranquillo è’l mar“). Juno möchte natürlich den Namen ihrer Rivalin erfahren. Auch Herakles ist neugierig geworden (Arie: „Dimmi dov’è quel nume“). Doch bevor das Schicksal antwortet, möchte sie auch von Venus hören, was sie im Elysium suche. Als Venus ebenfalls von Ablehnung und Verachtung berichtet, erklärt Juno, dass die neue Göttin auch ihre Schönheit in den Schatten gestellt habe. Venus ist erschüttert (Arie: „Più non sono la più bella“).
Das Schicksal nennt endlich den Namen der neuen Göttin: Es ist die große „Elisa“. In diesem Moment verschwinden die Brunnen und Wasserfälle. Das Blumenfeld erscheint wieder. Paris ist so beeindruckt, dass er sich von Venus lossagt und nun ebenfalls Elisa verehren will (Arie: „Quel pastorello“). Auch Juno, Venus und Herakles erweisen ihr Tribut (Duett/Quintett: „Quel core, quel viso“). Als Venus fragt, welcher Himmel oder welche Erde das große Glück habe, eine solche Schönheit zu beherbergen, antwortet das Schicksal, dass es die Gegend des Ebro (Spanien) sei. Juno segnet dieses Land (Arie: „Quando a lei sarà vicino“). Da bemerkt Paris, dass die Statue Cupidos verschwunden ist. Auch dessen Feuer ist im Vergleich zu dem Elisas erloschen. An ihrer Stelle steht eine goldene, mit Lorbeer umwundene Palme. Das Schicksal erklärt deren Bedeutung als Symbol für die Vereinigung des für seine Triumphe mit Lorbeer geschmückten Karl und der fruchtbaren Palme Elisa (Trompeten-Arie: „Al grande onor di sposa“). Juno und Venus schwören ihr die Treue. Auch Herkules gibt ihr den Vorrang vor den beiden (Arie: „Gran bellezza io veggo in questa“). Venus akzeptiert, dass die Schönheit Elisas vorzuziehen sei, weil diese im Gegensatz zu ihr auch Bescheidenheit zeige (Arie: „Te’l confesso, o bella Elisa“). Paris bekennt, dass sein Schönheitspreis eigentlich Elisa gebührt habe (Arie: „Nel mio cor scritto vedrai“). Zum Abschluss preisen alle gemeinsam den Namen Elisas (Schlusschor: „Chi sente di Elisa“).

## Gestaltung
Das Orchester der Serenata besteht aus einem dreistimmigen Streicherensemble mit Generalbass. Letzterer verlangt an einigen Stellen ein Fagott und eine Theorbe. Hinzu kommt ein Bläserensemble aus zwei Flöten, zwei Oboen, zwei Trompeten und zwei Hörnern.
Die Allegro-Sinfonia macht durch die Gegenüberstellung von Oboen und Fagott mit dem übrigen Orchester einen doppelchörigen Eindruck. Bei den Rezitativen handelt es sich ausschließlich um die Secco-Variante. Es gibt sowohl strophische als auch Da-capo-Arien sowie Variationsformen. Die Melodien sind größtenteils schlicht gehalten und verzichten auf oberflächliche Virtuosität. Größere Musiknummern sind im konzertanten Stil gehalten. Fast alle Nummern stehen in Dur-Tonarten.

### Musiknummern
Die Oper enthält laut Libretto die folgenden Musiknummern:
Erster Teil
- Nr. 1. Sinfonia
- Nr. 2. Chor (Gefolge der Belleza): „Correte, amori“
- Nr. 3. Rezitativ: „A voi, spiagge felici, ove respira“
- Nr. 4. Arie (Venere): „S’egl’è ver che amasti un dì“
- Nr. 5. Rezitativ: „Io per tutti, cui serpe ancor nel seno“
- Nr. 6. Ritornello instrumental
- Nr. 7. Arie (Paride): „Chi ben ama un solo istante“
- Nr. 8. Rezitativ: „Gloria vana e fugace“
- Nr. 9. Arie (Ercole): „Spezzar quella catena“
- Nr. 10. Rezitativ: „Perdona, o non amasti“
- Nr. 11. Chor (Gefolge der Virtú): „Qui dove ha lieta“
- Nr. 12. Arie (Giunone): „Cari Elisi, stanze amate“
- Nr. 13. Rezitativ: „Spirti beati, e chiari“
- Nr. 14. Ritornello instrumental
- Nr. 15. Arie (Venere): „Dati pace, e credi a me“
- Nr. 16. Rezitativ: „È una lusinga vil di cieco amante“
- Nr. 17. Arie (Paride): „Guarda la palma“
- Nr. 18. Rezitativ: „Or vedi quanto vile“
- Nr. 19. Arie (Giunone): „Quando si mira“
- Nr. 20. Rezitativ: „Or tu che a me contrasti“
- Nr. 21. Ritornello instrumental
- Nr. 22. Arie (Fato): „La beltà ch’è troppo vana“
- Nr. 23. Rezitativ: „Io con modesto freno“
- Nr. 24. Ritornello instrumental
- Nr. 25. Arie (Ercole): „Così fai, semplicetta farfaletta“
- Nr. 26. Rezitativ: „Ma tu qual ti prometti“
- Nr. 27. Arie (Venere): „Il bel nome di amante fedele“

Zweiter Teil
- Nr. 28. Rezitativ: „Misero amor! Nome infelice!“
- Nr. 29. Arie (Paride): „Amor risponderà“
- Nr. 30. Rezitativ: „Odi l’audace!“
- Nr. 31. Arie (Giunone): „Quella Liria innamorata“
- Nr. 32. Rezitativ: „Dive, le gare intesi“
- Nr. 33. Arie (Fato): „Per lei tranquillo è’l mar“
- Nr. 34. Rezitativ: „Diva di me più grande?“
- Nr. 35. Ritornello instrumental
- Nr. 36. Arie (Ercole): „Dimmi dov’è quel nume“
- Nr. 37. Rezitativ: „Il saprai per tua gloria“
- Nr. 38. Arie (Venere): „Più non sono la più bella“
- Nr. 39. Rezitativ: „Tu, Giuno, in Citerea“
- Nr. 40. Arie (Paride): „Quel pastorello“
- Nr. 41. Rezitativ: „Se tanto è gloriosa“
- Nr. 42. Duett/Quintett: „Quel core, quel viso“
- Nr. 43. Rezitativ: „Quella che fa gl’eroi“
- Nr. 44. Ritornello instrumental
- Nr. 45. Arie (Giunone): „Quando a lei sarà vicino“
- Nr. 46. Rezitativ: „Ma che vegg’io? Dov’è Cupido?“
- Nr. 47. Arie mit Trompeten und Instrumenten (Fato): „Al grande onor di sposa“
- Nr. 48. Rezitativ: „Io che da gl’astri al suolo“
- Nr. 49. Ritornello instrumental
- Nr. 50. Arie (Ercole): „Gran bellezza io veggo in questa“
- Nr. 51. Rezitativ: „Tanta beltà in Elisa?“
- Nr. 52. Arie (Venere): „Te’l confesso, o bella Elisa“
- Nr. 53. Rezitativ: „Dovuta lode! Ora si acresca a questa“
- Nr. 54. Arie (Paride): „Nel mio cor scritto vedrai“
- Nr. 55. Rezitativ: „Sù, risponda l’Eliso“
- Nr. 56. Schlusschor: „Chi sente di Elisa“

## Werkgeschichte
Der musikliebende Erzherzog Karl von Österreich (der spätere Kaiser Karl VI.) war 1705 mit seinem Hof nach Barcelona gezogen, wo er ein eigenes Musikleben aufbaute. Anlässlich seiner Hochzeit mit Elisabeth Christine von Braunschweig-Wolfenbüttel und dem Namenstag der Heiligen Elisabeth gab er eine opernhafte Huldigungsmusik (Serenata) in Auftrag, wofür er einige der bedeutendsten italienischen Künstler engagierte. Das Libretto stammte von Pietro Pariati, die Musik von Antonio Caldara. Der Dirigent der mutmaßlichen Aufführung am 2. August 1708 in der Llotja de Mar war Giuseppe Porsile, und der Bühnenbildner Ferdinando Galli da Bibiena. Dieses Team sollte in den folgenden fünf Jahren noch eine Reihe weiterer Opern produzieren. Es ist nicht bekannt, ob Caldara sich zu diesem Zeitpunkt in Barcelona aufhielt. Die Aufführung am 2. August wird zwar von einigen Wissenschaftlern für wahrscheinlich gehalten. Doch gibt es auch die Vermutung, dass das Werk in Wirklichkeit zum Namenstag der Königin am 4. Juli (Todestag der Heiligen Elisabeth von Portugal) oder 19. November (Heilige Elisabeth von Ungarn) geschrieben wurde.
Il più bel nome gilt als die erste italienische Oper, die in Spanien aufgeführt wurde. Nach der Uraufführung wurde sie dreihundert Jahre lang nicht mehr gespielt. Erst am 3. und 5. November 2006 gab es im Teatre Metropol in Barcelona wieder Aufführungen mit dem Jove Orquestra de Cambra de la Ribera d’Ebre und dem Coro Ciutat de Tarragona unter der musikalischen Leitung von David Magrané. Die Regie hatte Josep Maria Mestres. Das Bühnenbild stammte von Núria Baixeras. Es sangen Mercé Baiget (Venere), Maité Perez (Giunone), Mireia Bonet (Ercole), Monserrat Bertral (Paride) und Josep Fort (Il Fato). Am 4. November 2009 fand unter der Leitung des Dirigenten Emilio Moreno eine Aufführung im Auditori Enric Granados in Lleida statt, von der ein Mitschnitt auf CD erschien.

## Aufnahmen
- November 2009 – Emilio Moreno (Dirigent), El Concierto Español.
 María Espada (Venere), Raquel Andueza (Giunone), Robin Blaze (Paride), Marianne Beate Kielland (Ercole), Agustín Prunell-Friend (Il Fato).
 Live aus dem Auditori Enric Granados in Lleida.
 Glossa GCD 920310 (2 CDs).[6]